# Хаґі (Ямаґуті)
34°24′28″ пн. ш. 131°23′56″ сх. д. / 34.40778° пн. ш. 131.39889° сх. д.
Хаґі (яп. 萩市, はぎし, хаґі сі) — місто в Японії, у північній частині префектури Ямаґуті. Отримало статус міста 1 липня 1932. До 2005 року розширялося за рахунок прилеглих населених пунктів повіту Абу.

## Історія
У середньовіччі територія сучасного Хаґі була складовою повіту Абу, який славився своїми лісами. У 12 столітті з їхньої деревини було відреставровано один з набільших буддистських храмів Японії — Тодайдзі.
У 14 — 15 століттях землі Хаґі перебували у володіннях роду Йосімі, васала могутнього самурайського дому Західної Японії — Оуті. Тут знаходився замок Цувано (津和野城), резиденція цього роду.
Після битви при Секіґахара до регіону сучасного Хаґі було переселено рід Морі з сусідньої Хіросіми. У 1608 його голова спорудив у підніжжя гори Сасіцукіяма, що вдавалася у Японське море, замок Хаґі і започаткував однойменне призамкове містечко. Останнє перетворилося на політико-адміністративний і економічно-культурний центр Тьосю-хану, який займав значну частину сучасної префектури Ямаґуті. Хаґі залишалося «столицею» цього хану впродовж 260 років.
Наприкінці періоду Едо у Хаґі була розташована школа Сьокасон, де під керівництвом японського філософа Йосіди Сьоіна були виховані лідери майбутньої реставрації Мейдзі — Кідо Такайосі, Йосіда Тосімаро, Такасуґі Сінсаку, Іто Хіробумі та інші. Починаючи з 1870-х вихідці з Тьосю-хану, і Хаґі зокрема, займали високі посади в урядах Японської імперії. Їхні нащадки продовжують мати значний вплив на японську політику післявоєнної Японії.
Сьогодні Хаґі славиться своєю школою кераміки, початки якої сягають 17 століття. Її заснували гончарі Корейського півострова, переселені до містечка головою роду Морі після завершення Японсько-корейської війни. Вироби цієї школи сьогодні високо цінуються дизайнерами та майстрами чайної церемонії. Свого часу на експорті кераміки Хаґі трималася економіка Тьосю-хану.

## Клімат
Місто знаходиться у зоні, котра характеризується вологим субтропічним кліматом. Найтепліший місяць — серпень із середньою температурою 25.6 °C (78 °F). Найхолодніший місяць — січень, із середньою температурою 5 °С (41 °F).
| Клімат Хаґі             | Клімат Хаґі | Клімат Хаґі | Клімат Хаґі | Клімат Хаґі | Клімат Хаґі | Клімат Хаґі | Клімат Хаґі | Клімат Хаґі | Клімат Хаґі | Клімат Хаґі | Клімат Хаґі | Клімат Хаґі | Клімат Хаґі |
| Показник                | Січ.        | Лют.        | Бер.        | Квіт.       | Трав.       | Черв.       | Лип.        | Серп.       | Вер.        | Жовт.       | Лист.       | Груд.       | Рік         |
| Середній максимум, °C   | 8           | 9           | 12          | 17          | 21          | 24          | 29          | 30          | 26          | 21          | 16          | 11          | 18          |
| Середня температура, °C | 5           | 5           | 8           | 13          | 17          | 21          | 25          | 26          | 22          | 17          | 12          | 7           | 14          |
| Середній мінімум, °C    | 2           | 2           | 4           | 8           | 13          | 17          | 22          | 23          | 18          | 12          | 8           | 4           | 11          |
| Норма опадів, мм        | 68          | 81          | 109         | 145         | 147         | 284         | 257         | 124         | 197         | 106         | 74          | 74          | 1665        |
| ----------------------- | ----------- | ----------- | ----------- | ----------- | ----------- | ----------- | ----------- | ----------- | ----------- | ----------- | ----------- | ----------- | ----------- |
| Джерело: Weatherbase    |             |             |             |             |             |             |             |             |             |             |             |             |             |

## Персоналії
- Іноуе Каору — перший міністр закордонних справ Японії.
- Іто Хіробумі — перший прем'єр-міністр Японії, генерал-губернатор Кореї.
- Кацура Таро — прем'єр-міністр Японії, під керівництвом якого, країна виграла російсько-японську війну.
- Кідо Такайосі — політик, один із «трьох героїв реставрації Мейдзі».
- Такасуґі Сінсаку — політик, військовий.
- Ямада Акійосі — міністр юстиції.
- Ямаґата Арітомо — прем'єр-міністр Японії, «батько японської армії».